# Fredrik von Knorring
Carl Fredrik von Knorring, född 24 februari 1757 på Huhtis i Kjulo socken, död 29 oktober 1810 i Heinola, var en svensk och rysk militär.

## Biografi
Fredrik von Knorring var son till premiärmajoren Frans Henrik von Knorring. 1766 blev han student vid Kungliga Akademien i Åbo, 1769 volontär vid fortifikationen, 1770 vid Björneborgs regemente och 1773 sergeant på extra stat. 1775 blev von Knorring fänrik vid Björneborgs regemente och befordrades 1780 till löjtnant och 1783 till kapten där. Han förde kommandot på den gränspostering som 9 augusti 1788 släppte över Johan Anders Jägerhorn till ryska sidan för att överlämna Liikalanoten till kejsarinnan och hörde liksom fem andra av släkten von Knorring till undertecknarna av Anjalaförbundets akt men verkar annars inte haft några vidare politiska intressen och undgick straff för sin inblandning.
Under Gustav III:s ryska krig verkar han annars främst ha ägnat sig och att tjäna pengar på arméleveranser och värvningar och skall enligt Curt von Stedingk under kriget knappt visat sig vid Björneborgs regemente. 1791 lämnade han det militära för att helt ägna sig åt affärsverksamhet. Fredrik von Knorring var för övrigt ganska skrupellös och oansvarig i sina affärer. 1789 köpte han Villnäs slott där han genast satte igång kostbara reparationer som gjorde att han 1793 måste sälja slottet. I stället köpte han då Sundholms säteri som han sålde 1795 med god förtjänst. Främst ägnade han sig åt affärsverksamhet med bördsköp, värvningar åt militären och viss rederiverksamhet. Han var bland annat delägare i barkskeppet Friedrich von Knorring som i december 1793 uppbringades av fransmännen. 1795 fick han tillstånd att anlägga en tobaksfabrik i Åbo, och 1796-1798 var han disponent för Nyaste Tobaksfabriken i Åbo. I Åbo där han från 1795 var bosatt drev han en krambod med försäljning av utländska varor och företog omfattande affärsresor utomlands. 1798 gick dock hans affär omkull och Fredrik von Knorring gjorde konkurs. In i det sista förde han dock ett dyrbart leverne och blev 1797 ordförande i Musikaliska sällskapet i Åbo.
Efter en långdragen process dömdes Fredrik von Knorring i juli 1801 att mista adelskapet, stå två timmar vid kåken på Åbo torg och därefter till 14 dagars fängelse på vatten och bröd. Han hade dock redan 1799 rymt från staden och begav sig till Sankt Petersburg, där han välkomnades av Göran Magnus Sprengtporten och hans krets. Han skall i staden ha försörjt sig på lotterispel och att sälja kartor och andra militära hemligheter till ryssarna. Årsskiftet 1803-1804 lämnade han en detaljerad plan över Finlands försvarssystem och lät även lägga fram en ockupationsplan för landet. Fredrik von Knorring verkar ha arbetat för att övertyga ryssarna om hur lätt en ockupation av Finland skulle vara. Från 1804 erhöll han en rysk kejserlig pension årligen.
I samband med utbrottet av Finska kriget följde han Göran Magnus Sprengtporten med uppgift att ansvara för provianteringen av de ryska trupperna. Sprengtporten föreslog 27 juli 1808 Fredrik von Knorring till interimslandshövding i Savolax och Karelens län vilket dock förhindrades av Carl Erik Mannerheim. Han anställdes dock som Simon Wilhelm Carpelans medhjälpare och de nödmynt som utgavs under deras styre kom att kallas "karplaner" eller "knorringar". Den 9 november 1810 återgav kejsaren Fredrik von Knorring hans adelskap, men då hade han redan hunnit avlida.

### Webbkällor
- Pontus Möller: C Fredrik Knorring, von i Svenskt biografiskt lexikon (1975–1977)